# Börje Forsberg
Stig Börje Forsberg (* 22. Juni 1944; † 14. September 2017) war ein schwedischer Labelbesitzer, Schlagzeuger und Musikproduzent, auch bekannt als Boss. Er ist der Vater von Thomas Forsberg, besser bekannt als Quorthon, und führte seit 1991 das schwedische Independent-Label Black Mark Production.

## Leben
Sein erstes Geld verdiente Börje Forsberg, der in Stockholm aufwuchs, als Fahrradkurier für ein Delikatessengeschäft. Später wurde er Servicekraft bei Svenska Dataregister, einem Hersteller von Registrierkassen und Buchhaltungssystemen. Anschließend wurde er Seemann und arbeitete für Reedereien und Ölgesellschaften.
Anfang der 1960er entdeckte er seine Liebe zur Musik und wurde Schlagzeuger. Er spielte in diversen schwedischen Beat-Bands, darunter The Telstars und The Ghost Riders, zusammen mit Hans Edler. Im Frühjahr 1965 absolvierte er den schwedischen Wehrdienst.
1966 kam sein erster Sohn Thomas Forsberg zur Welt, der später zum Black-Metal-Pionier werden sollte und deren verwandtschaftliche Beziehung sie zu Bathorys aktiven Jahren trotz zahlreicher Gerüchte geheim hielten.
In den 1960ern absolvierte er eine Ausbildung zur psychiatrischen Pflegekraft und arbeitete ab 1970 in der Klinik Beckomberga. Parallel dazu arbeitete er für Hans Edlers Label Marilla, nachdem er zuvor schon ein Praktikum bei Tyfon Grammofon absolviert hatte. Kurz darauf kehrte er als Musikproduzent zu diesem Label zurück und produzierte einige Pop- und Schlagerplatten bis etwa 1989. Ihm ist es zuzuschreiben, dass Bathory 1984 auf dem legendären Scandinavian Metal Attack-Sampler ihren Platz fand.
Während Forsberg anschließend die Arbeiten seines Sohnes unter dem Pseudonym „The Boss“ produzierte, war er zunächst bei anderen Metalbands nicht involviert. Allerdings kümmerte er sich um den Exklusivvertrieb von SPV in Schweden und kam so auch in Kontakt mit Noise International. In dieser Funktion pendelte er zwischen Schweden, den USA und Berlin. Etwa 1991 gründete er schließlich Black Mark Production und produzierte neben Bathory auch Bands wie Edge of Sanity, Cemetary, Lake of Tears und Nightingale. Mit seinem Label gab er mehr als 500 Metal-Alben heraus.
Nach einer rasant steigenden Anfangsphase mit Büros in Kanada, Berlin und England geriet das Unternehmen Anfang 2000 in finanzielle Schwierigkeiten, da SPV, ihr Exklusivvertrieb, selbst kurz vor dem Konkurs standen. Um den Konkurs abzuwenden, gründete seine zweite Ehefrau Klaudia Scharein-Forsberg die Black Mark AG und einen Webservice. 2003 konnte sich Black Mark wieder als Marke etablieren, AG und Webservice konnten aber erst 2007 geschlossen werden. Ab 2004 begann man ins digitale Geschäft einzusteigen und auch den Vinyl-Boom vorwegzunehmen.
Gleichzeitig verschlechterte sich Börje Forsbergs Gesundheit, die die Jahre bis zu seinem Tod entscheidend prägten. Hinzu kam auch noch der Verlust seines Sohnes, der 2004 plötzlich und unerwartet an Herzversagen verstarb.
Er hinterließ seine zweite Ehefrau Klaudia Scharein-Forsberg, die derzeit die Geschäfte von Black Mark weiterführt, und seine Tochter Jennie Tebler, die unter anderem bei Lake of Tears sang.

## Musikproduktionen (Auswahl)
- 1972: Hans Edler & Stig Järrel: Spöken – Skräck – Rysare
- 1972: Tarzan Apornas Son (Hörspiel)
- 1972: Dennis (Hörspiel)
- 1972: Anderssonskans Kalle (Hörspiel)
- 1972: Johnny "Tarzan" Weissmüller Presents Music from the Jungle Discotheque
- 1972: Lennart Swahn: Lennart Swahn Och John Blund Del 2
- 1972:  Fantomen Och Eldfågeln Gandor (Hörspiel)
- 1973: Marilla Presenterar Skattkammarön - Aktuell Från TV Och Film (Hörspiel)
- 1973: Leffe Carlsson: Rock'n Roll Show Med Rockprinsen Leffe Carlsson
- 1974: Thommy & Christer Abrahamsson: Ishockeyskola Med Thommy & Christer Abrahamsson
- 1974: Ralf Edström & Ronnie Hellström: Fotbollsskola Med Ralf Edström & Ronnie Hellström
- 1975: Karlstad Örjans: Hej Får Jag Lov
- 1975: Baloo: Till Er Från Oss
- 1975: Hermantz: Krut, Kulor & Dynamit
- 1975: Öijwinds: 1:an
- 1976: Tommy Bergs: Do You Wanna Dance?
- 1976: Sven-Erics: En Kväll Med Dej
- 1976: Åke "Hank" Nilsson: Gitarrgodingar 1
- 1976: Karlstad-Örjans: Det Sa Bara Klick
- 1977: Sven-Eric Mörtsjö: På Egna Spår
- 1977: Sven-Erics: När Kvällens Dans Är Slut
- 1977: Tommy Bergs: Sommarens Vänner Är Vi
- 1977: Tommy Bergs: Det Sägs Att Du Är Lycklig
- 1978: Anders F Rönnblom: Komedia - En Tripp Nerför Tarschan Boulevard
- 1979: Tommy Elfs: Gråter
- 1980: Sven-Erics: Santa Maria
- 1980: Heartbreak: I Hetaste Laget
- 1981: City: Vackra Damer
- 1981: Kee & The Kick: Kee & The Kick
- 1982: Oz: Oz
- 1982: Perikles: Marie, Marie
- 1983: Oz: Fire in the Brain
- 1983: Trash: Watch Out
- 1984: Oz: Turn the Cross Upside Down
- 1984: Motvind: Kamikaze
- 1984: Bosse Parnevik: Harpsundspartaj
- 1984: Scandinavian Metal Attack (Kompilation)
- 1984: Oz: III Warning
- 1984: Bathory: Bathory
- 1985: Bathory: The Return…
- 1987: Bathory: Under the Sign of the Black Mark
- 1988: Bathory: Blood Fire Death
- 1990: Agressor: Neverending Destiny
- 1990: Bathory: Hammerheart
- 1991: Bathory: Twilight of the Gods
- 1991: Oz: Roll the Dice
- 1991: Tribulation: Clown of Thorns
- 1991: Edge of Sanity: Nothing But Death Remains
- 1991: Invocator: Excursion Demise
- 1992: Edge of Sanity: Unorthodox
- 1992: Seance: Fornever Laid to Rest
- 1992: Agressor: Towards Beyond
- 1992: Bathory: Jubileum Vol. I
- 1992: Cemetary: An Evil Shade of Grey
- 1992: Fleshcrawl: Descend into the Absurd
- 1992: Necrosanct: Incarnate
- 1993: Bathory: Jubileum Vol. II
- 1993: Keen Hue: Juicy Fruit Lucy
- 1993: Tad Morose: Leaving the Past Behind
- 1993: Seance: Saltrubbed Eyes
- 1993: Edge of Sanity: The Spectral Sorrows
- 1993: Hotter Than Hell (Kompilation)
- 1994: Thundersteel: Thundersteel
- 1994: Cemetary: Black Vanity
- 1994: Furbowl: The Autumn Years
- 1994: Agressor: Symposium of Rebirth
- 1994: Lake of Tears: Greater Art
- 1994: Edge of Sanity: Purgatory Afterglow
- 1995: Nightingale: the Breathing Shadow
- 1995: Lake of Tears: Headstones
- 1995: Heads or Tales: Eternity Becomes a Lie
- 1995: Norden Light: Shadows from the Wilderness
- 1995: Scum: Purple Dreams & Magic Poems
- 1996: Bathory: Blood on Ice
- 1996: Scandinavian Metal Attack II (Kompilation)
- 1996: Edge of Sanity: Crimson
- 1996: Cemetary: Sundown
- 1996: Nightingale: The Closing Chronicles
- 1997: Edge of Sanity: Infernal
- 1997: Lake of Tears: A Crimson Cosmos
- 1998: Bathory: Jubileum Vol. III
- 1999: Necrophobic: The Third Antichrist
- 2000: Lake of Tears: Forever Autumn
- 2000: Nightingale: I
- 2002: Bathory: Nordland I
- 2002: Lake of Tears: The Noenai
- 2003: Bathory: Nordland II
- 2003: Edge of Sanity: Crimson II
- 2004: Nightingale: Invisible
- 2006: Bathory: In Memory of Quorthon (Kompilation)